# 監物永三
監物永三（1948年2月13日—）是一位日本體操選手，也是奧運金牌得主，出生在岡山縣岡山市，畢業於日本體育大學。退役後擔任日本體育大學教授與日本體操協會副會長。

## 外部連結
- 監物永三
- 日本体育大學 - 監物永三
- 監物(双杠) （页面存档备份，存于）